# Sindrome
Sindrome war eine US-amerikanische Death- und Thrash-Metal-Band aus Highland Park, Illinois, die 1986 gegründet wurde und sich 1993 auflöste.

## Geschichte
Die Band wurde 1986 gegründet. Im folgenden Jahr erschien ein erstes Demo unter dem Namen Into the Halls of Extermination. Durch das Demo konnte die Band als Vorgruppe für Whiplash und Death spielen. Kurz darauf kamen Mick Vega und Rob Welsh als neue Gitarristen zur Besetzung. 1991 schloss sich ein zweites Demo namens Vault of Inner Conscience an. Dieses war von Tom Morris im Studio von Morrisound Recording produziert worden. Durch die Aufnahmen hatte man sich entschlossen, im selben Studio erstes Demo für eine Neuauflage neu zu mastern. Zudem entstand ein Promo-Tape mit dem Lied Astral Projection, das mit einer Auflage von 500 Stück verteilt wurde. Kurz nach den Aufnahmen zum zweiten Demo hatte Rob Welsh die Band wieder verlassen. 1993 kam es zur Auflösung der Gruppe. Am 4. März 2016 erschien über Century Media die Kompilation Resurrection – The Complete Collection, die aus den beiden Demos, in neu gemasterter Form, besteht. Die Veröffentlichung entstand in enger Zusammenarbeit mit dem Sänger Troy Dixler. Als Bonus ist das bisher unveröffentlichte Lied Brought to the End, das bei den Aufnahmen zu Into the Halls of Extermination entstanden war, enthalten. Als weiterer Bonus liegt eine Bootleg-Aufnahme, die in Chicago 1988 angefertigt wurde, als Sindrome Death bei ihrer Tour zum Album Scream Bloody Gore unterstützt hatte. Bei dem Auftritt wurden die beiden Lieder Surround the Prisoner und Psychic Warfare gespielt, die nie in einem Studio aufgenommen wurden.

## Stil
Walter Scheurer von Powermetal.de schrieb in seiner Rezension zur Kompilation, dass sich die Band hierauf in der Grauzone zwischen aggressivem Thrash Metal und Death Metal bewegt. Thomas Meyer von voicesfromthedarkside.de ordnete die Band in seiner Rezension zur Kompilation dem Thrash Metal zu. Das erste Demo biete klassischen Thrash Metal, das zweite wirke etwas technischer und moderner. Pete Pardo von seaoftranquility.org fand, dass die Kompilation für Fans von frühem Thrash- und Death-Metal geeignet ist und die Lücke zwischen diesen beiden Genres ausfülle. Der Gesang sei zwar rau, jedoch kein Growling. Der Song Extra Sensory Warning (E.S.W.) vereine Elemente von Exodus, Anthrax und Overkill, während Astral Projection an Slayer erinnere.

## Diskografie
- 1987: Into the Halls of Extermination (Demo, Eigenveröffentlichung)
- 1991: Vault of Inner Conscience (Demo, Eigenveröffentlichung)
- 2016: Resurrection – The Complete Collection (Kompilation, Century Media)